# Gaston Lapalus
Pour les articles homonymes, voir Lapalus.
Gaston Lapalus, né le 28 août 1910 à Mâcon en Saône-et-Loire et mort le 18 juin 2006 à Meximieux dans l'Ain, est un garagiste, un inventeur et une figure locale de la ville de Beynost dans l'Ain.

## Biographie

### Jeunes années
Né en Saône-et-Loire, Gaston Lapalus s'installe à Beynost, avec ses parents, en 1925. De 1930 à 1933, il fait son service militaire à la base aérienne 102 Dijon-Longvic où il est formé au métier de la mécanique aéronautique ; surtout son temps libre lui permet d'y apprendre (seul) à lire et à écrire.

### L'inventeur
| \| 1 km \| Localisation à Beynost, du garage de Gaston · Lapalus, démoli en 2009. |
| 1 km                                                                              |

En 1934, il construit son premier objet volant : un avion, l'Étoile de Beynost. L'avion ne sera jamais essayé et est détruit l'année suivante, en 1935. Cette même année, Gaston Lapalus s'installe comme garagiste, Route de Genève.
En 1940, il invente de nouveaux types de brûleurs à café ; en 1943, pour faire face à la pénurie de carburant, il développe une solution alternative, utilisée localement, autour du gazobois. En 1945, il construit le premier de ses trois gyrocoptères ; il construira le troisième (no  F.WRGG), en 1983.
Dans les années 1980, il dépose un certain nombre de brevets ; par exemple :
- la cisaille hydraulique de désincarcération[a 4],[2] ;

- la benne preneuse[a 4],[3].

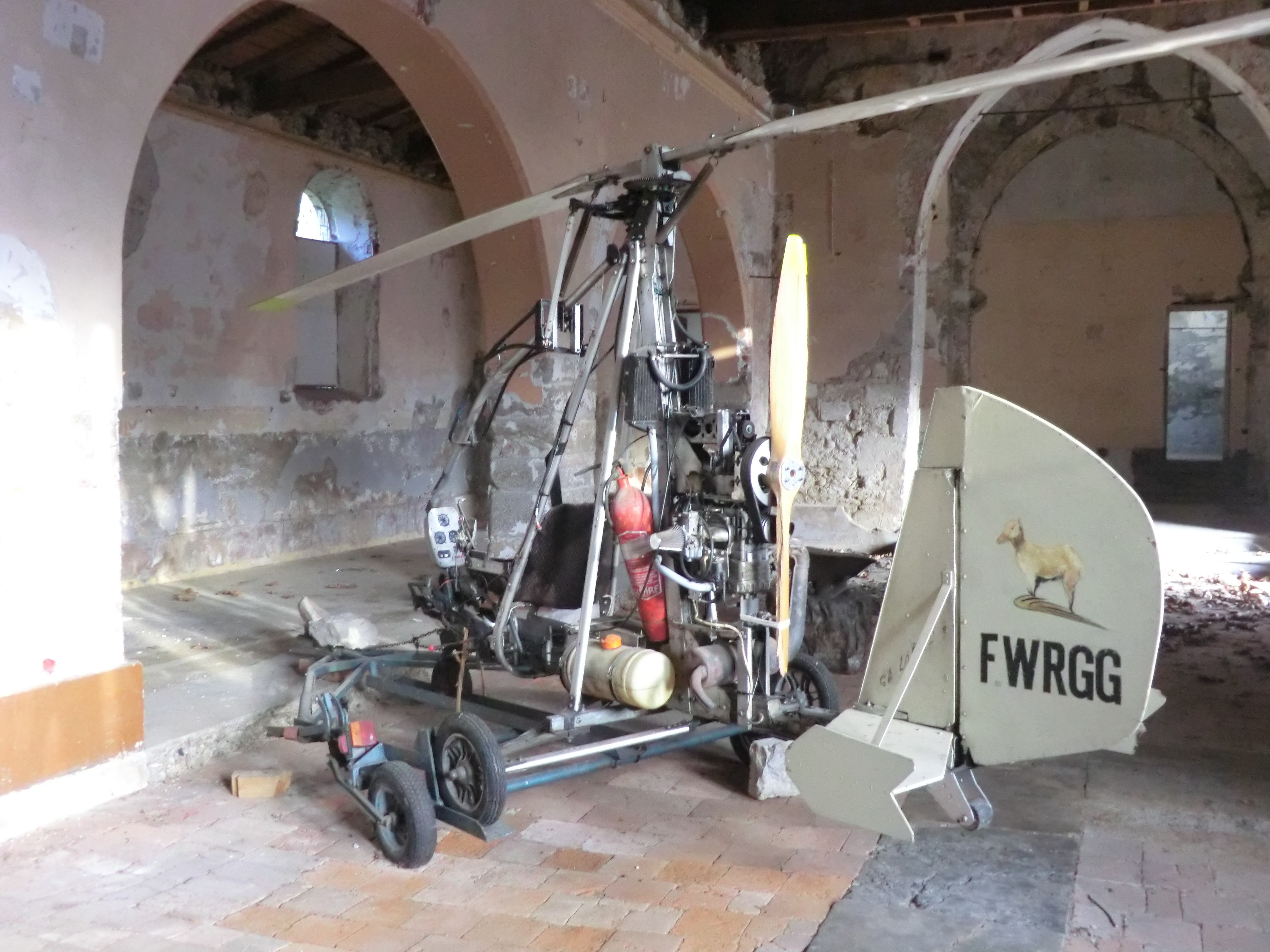
Le gyrocoptère F.WRGG (1983).
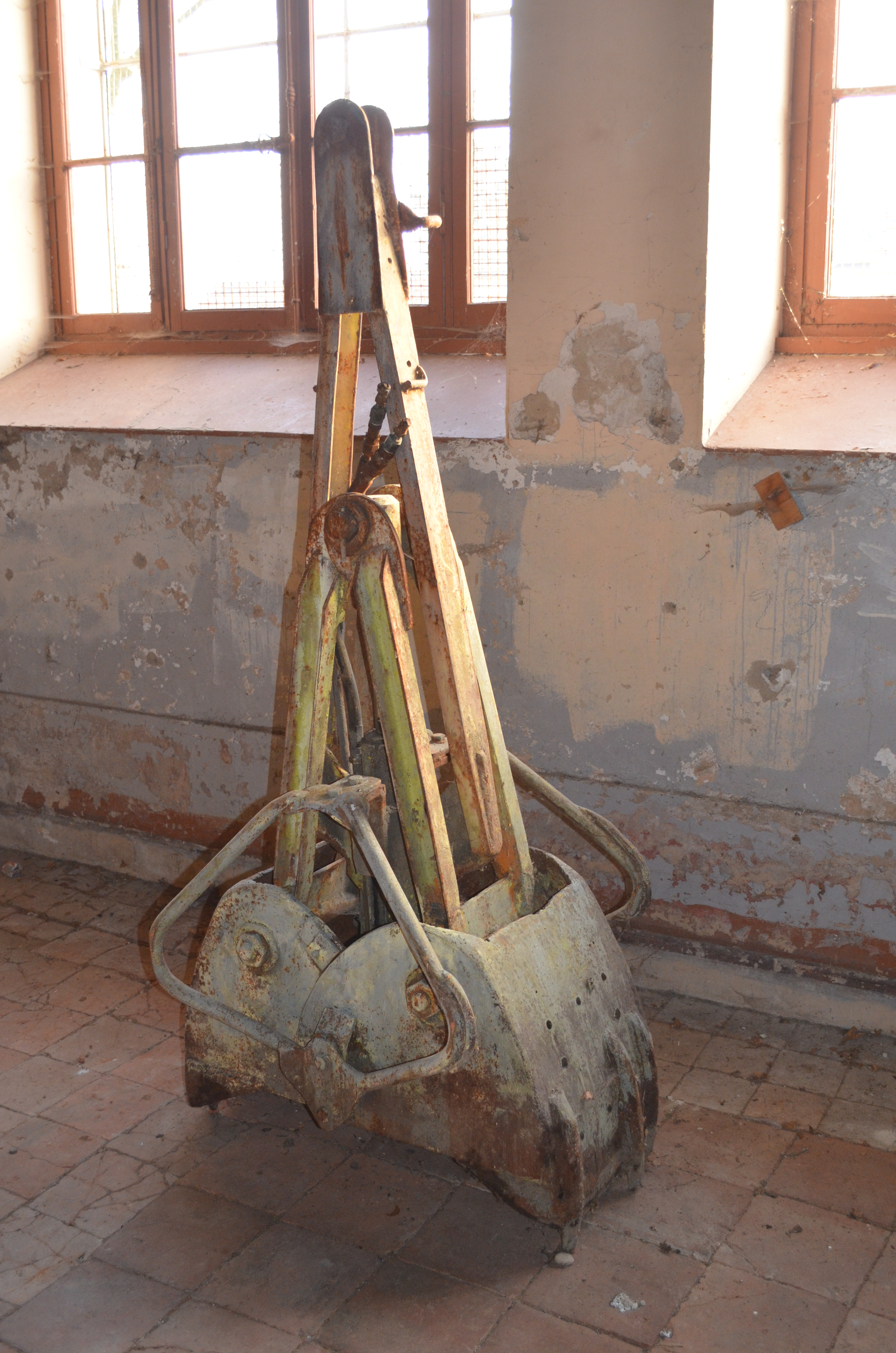
La benne preneuse (FR2563253).

## Hommage
En 2012, dans le cadre des Journées européennes du patrimoine, une exposition installée dans l'église Saint-Julien, présente les différentes inventions de Gaston Lapalus.